# Protoblepharon
Protoblepharon is een geslacht van straalvinnige vissen uit de familie van lantaarnvissen (Anomalopidae).

## Soorten
- Protoblepharon rosenblatti Baldwin, Johnson & Paxton, 1997
- Protoblepharon mccoskeri Ho & Johnson, 2012